# 제10회 대구단편영화제
제10회 대구단편영화제는 2009년 10월 29일에 열린 시상식이다.

## 수상 및 후보

### 대상
- 우유와 자장면 - 최형락 수상

### 우수상
- 먼지 아이 - 정유미 수상

### 연기상
- 비보호 좌회전 - 김민재 수상

### 촬영상
- 습도 0% - 최택준 수상

### 본선경쟁작
- 플라토닉 펀치 바나나 - 오근태
- 먼지 아이 - 정유미
- 경북 문경으로 시작하는 짧은 주소 - 이경원
- 바람만 안 불면 괜찮은 공기 - 정재웅
- 습도 0% - 류근환
- 경적 - 임경동
- 미드나잇 블루스 - 임나무
- 이십일세기 십구세 - 최아름
- 위대한 선수 - 유승조
- 사진 속 그녀 - 윤혜렴
- 시합 - 이걸기
- 우유와 자장면 - 최형락
- 보습학원 - 이영재
- 마코토 이야기 - 백승우
- 비보호 좌회전 - 안승혁
- 단장의 능선 - 김완진

### 애플시네마
- 기차역에서 - 김홍완
- 와인 할매 - 송주영
- 이별이란 - 강성호
- 우리는 정말 사랑했을까 - 강민우
- 호명인생 - 최창환
- 트랙 - 이어진
- 우리 할매 - 김헌
- 흐트러진 선택 - 이상준 외 1명
- 곰방대 - 이기동
- 미술사 - 윤성근

### 초청작
- Pledging my Road - 정영헌
- 전화번호가 필요해!! - 김종훈
- 외출 - 서재경
- 소년 마부 - 박홍준
- 거울공주 - 허찬
- 미로아 - 황하나
- 백발소년의 사춘기 - 이재우
- 에어리언 블루스 - 김태엽
- 7인의 초인과 괴물 F - 박종영
- 디 엔드 - 백현진
- 두 아이 - 정재영
- 여름 소년기 - 김영국
- 어둠의 자식들 - 송종훈
- 나타샤 - 김주리
- 연착 - 강선영